# Sabellastarte spectabilis
Espèce
Synonymes
- Sabella spectabilis Grube, 1878[1]
- Sabellastarte indica Savigny, 1822[1]
- Spirographis australiensis Haswell, 1884[1]
- Laonome arenosa Treadwell, 1943[1]
- Laonome ceratodaula Ehlers, 1905[1]
- Laonome japonica Marenzeller, 1884[1]
- Laonome punctata Treadwell, 1906[1]
- Sabella grandis Cuvier in Quatrefages, 1866[1]
- Sabella notata Grube, 1878[1]
- Sabella pectoralis Quatrefages, 1866[1]
- Sabellastarte indica quinquevalens Willey, 1905[1]

Sabellastarte spectabilis est une espèce de vers marins polychètes de la famille des Sabellidae.

## Habitat et répartition
Cette espèce est présente dans les eaux de l'Indo-Pacifique, en milieu tropical.

## Galerie

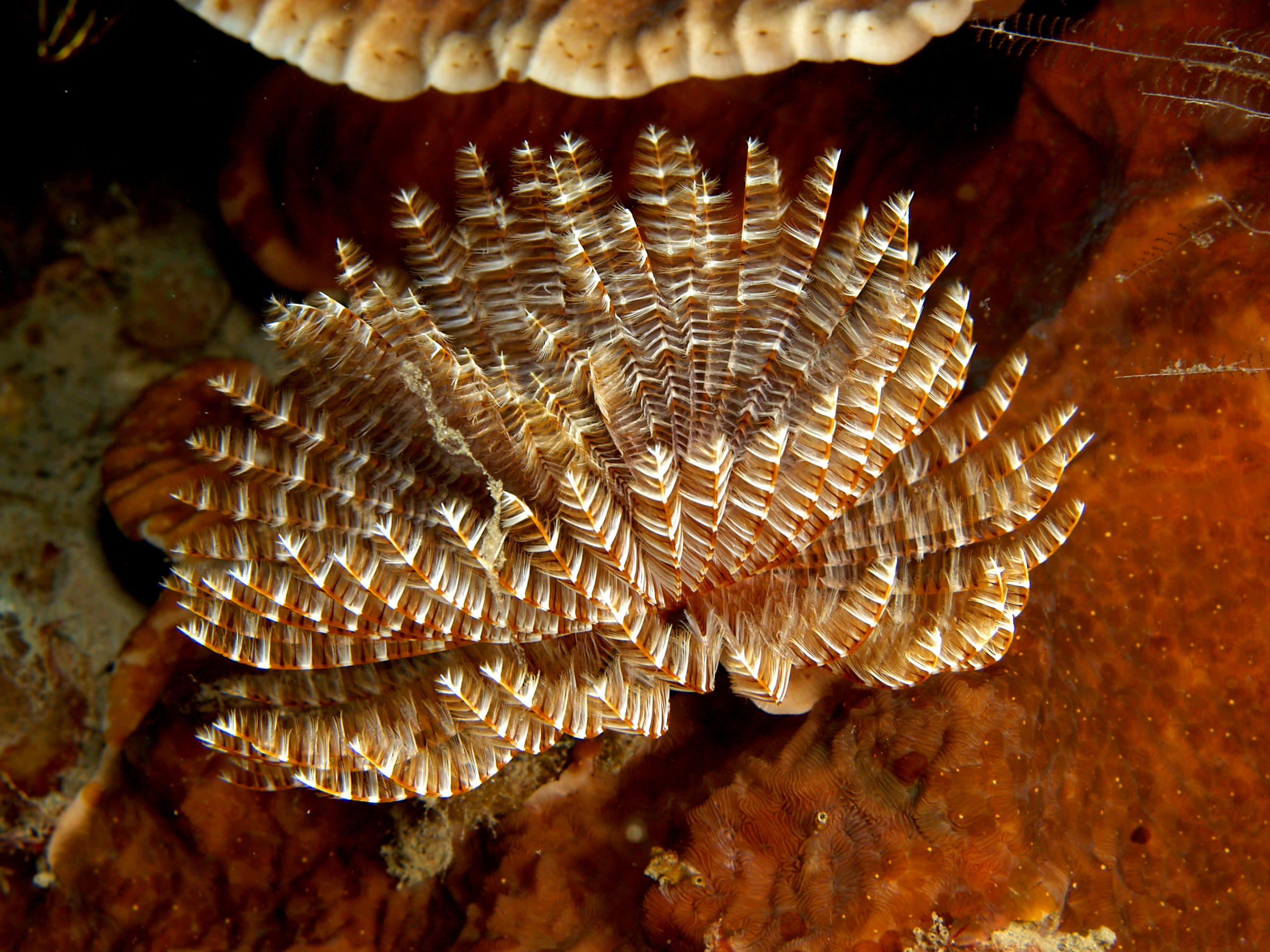
Sabellastarte indica (synonyme de Sabellastarte spectabilis)
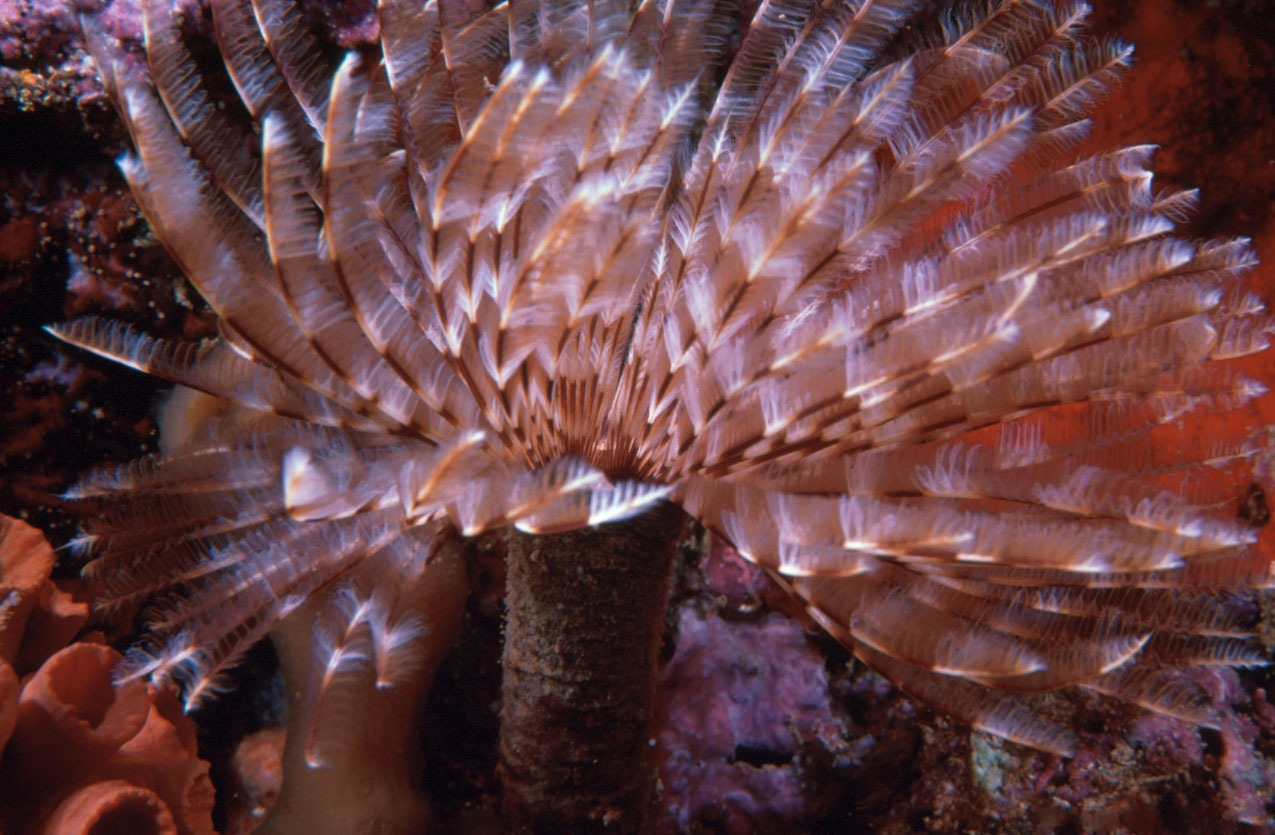
Sabellastarte indica
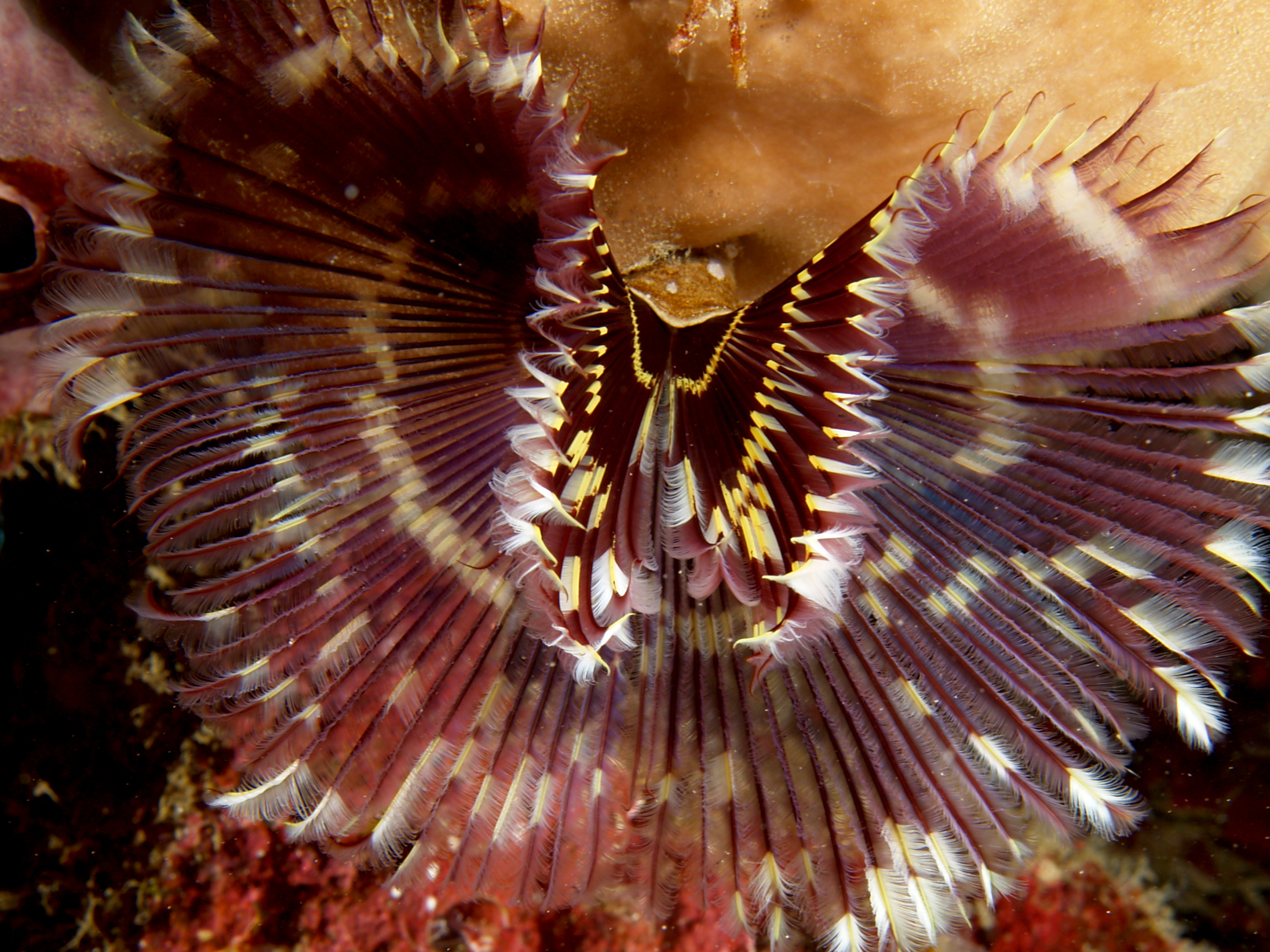
Sabellastarte indica
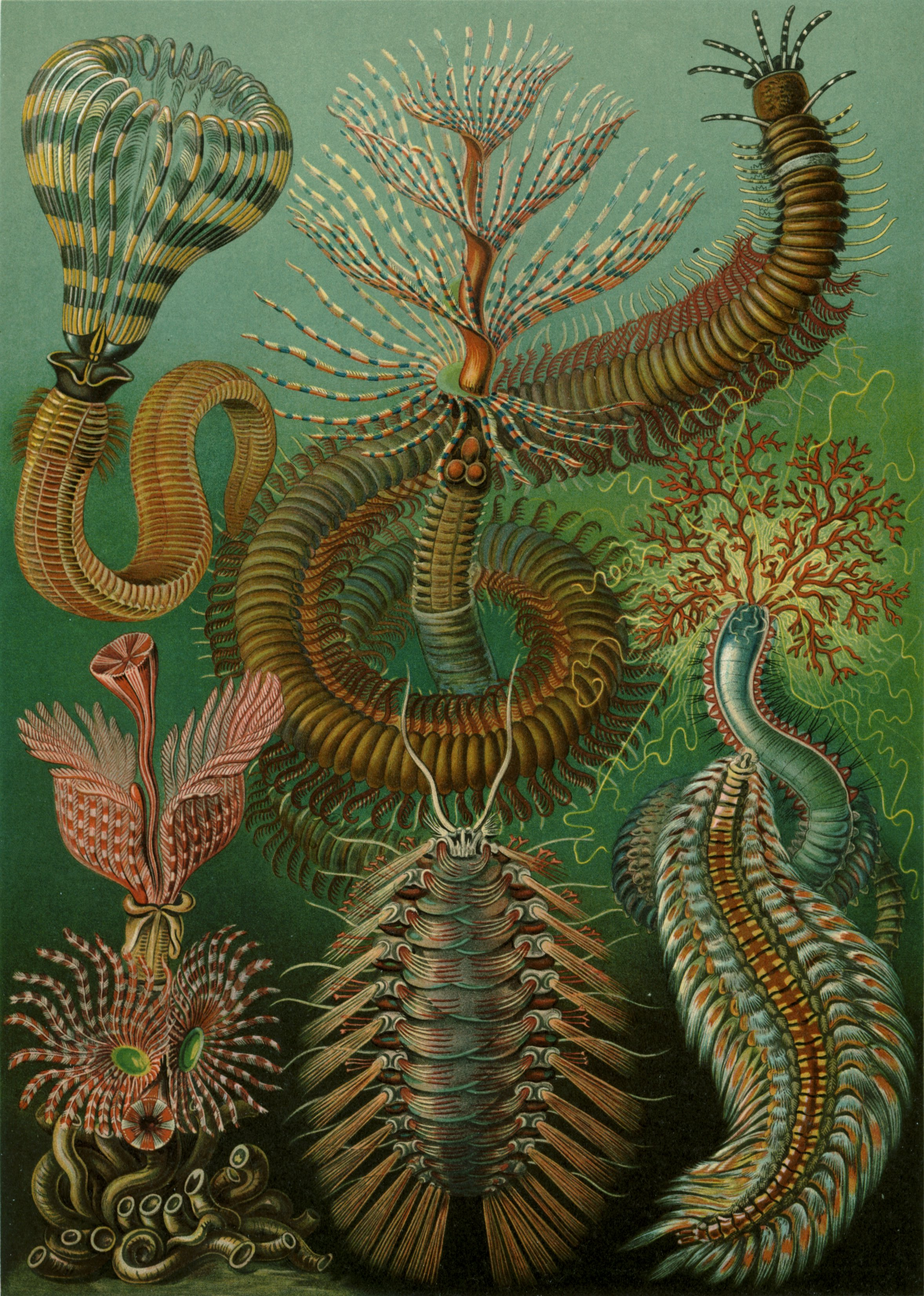